# Sierra de Solorio
La sierra de Solorio es una de las sierras occidentales del Sistema Ibérico, con vertientes a las cuencas del Tajo y del Ebro. Se extiende entre las provincias de Guadalajara, Soria y Zaragoza; hacia el norte hasta el río Jalón, hacia el este hasta el río Piedra y el embalse de La Tranquera, hacia el sur hasta la sierra de Selas y las parameras de Molina y hacia el oeste hasta la sierra Ministra.
Sus cerros, de plegamiento, son, por lo general, de escasa altitud y prominencia y sus laderas son de escaso desnivel , no llegando a los 1.400 m de altitud en ningún caso ni a los 300 de prominencia. Aun así destacan profundos valles como es el caso del del río Mesa.
Esa rasura de sus cerros y el fuerte viento que sopla en sus cimas da lugar a que se alce en ellas el mayor parque eólico de Europa en el entorno de Maranchón con una potencia de 208 MW.
Sus mayores alturas se encuentran en la parte occidental, perdiéndose tal al expandirse la sierra hacia levante. Destacan entre ellas el alto de San Sebastián (el mayor con 1.366 m de altitud) al norte de Maranchón, el Veracruz (1.355 m.) al sur de Luzón, Las Papas (1.351 m.) entre Judes y Maranchón, el alto de la Calera (1.308 m.) entre Iruecha y Codes, el alto de Judes (1.293 m.) al este de Judes, la Sima de Calmarza (1.039 m.) al este de Calmarza, la Cabeza del Águila (1.022 m.) al norte de esta y la Loma del Camarero (949 m.) al norte de Jaraba.
En sus cerros se sitúan las fuentes de importantes ríos en la zona tales como el Tajuña, en la vertiente del Tajo, y el Mesa, en la vertiente del Ebro.
Los pueblos son numerosos entre sus cerros y sus valles. La mayoría de ellos son pequeños y están amenazados por la despoblación. Entre los municipios más importantes que se asientan en la sierra o en sus lindes se pueden destacar Establés, Maranchón y Villel de Mesa en Guadalajara; Arcos de Jalón en Soria, y Alconchel de Ariza, Cabolafuente, Sisamón, Calmarza, Jaraba, Ibdes y Nuévalos en Zaragoza.

### Espacio Natural Protegido
- Sabinares de la Sierra del Solorio (enlace roto disponible en Internet Archive; véase el historial, la primera versión y la última).
- Red Natura 2000

- Datos: Q6127898
- Multimedia: Sierra de Solorio / Q6127898